# ちろちゃん
『ちろちゃん』は、結城心一による日本の4コマ漫画作品。

## 概要
『まとちゃん』の続編ないしスピンインにあたる作品。『まとちゃん』と比較して、虫絡みのネタは減り、キャラクター達の個性的な言動を軸とするネタが増えている。また、本作から加わった「ちろちゃん」を主人公に据えている。
実際の時間とシンクロしており、連載当初小学4年生だったメンバーが中学に進学している。
一迅社発行の『まんが4コマKINGSぱれっと』にて、VOL.1より2012年5月号まで連載。2012年6月号より9月号まで番外編が掲載された。

## 登場人物
八岐智呂遠（やちまた　ちろえ）
通称「ちろちゃん」。
本作の主人公であり、物語は彼女が転校をしてくるシーンから始まる。立ち位置としてはツッコミ役が多い。
虫が苦手ではあるものの、プライドが高く弱点を人に知られることを極端に避けようとするため、その事をひた隠しにしている。
虫を学校に持ってきてはそれを周囲に広げるまとちゃんを目の敵にし、「虫もちこみ禁止係」・通称「むちきん係」の係長に就任する。
ややきつい顔立ちと口調のため、当初はクラスメイトから避けられており、友人はいなかった。そのため、もっぱら飼い犬の「セロ」と遊ぶことが多かったが、敵視していた筈のまとちゃんをはじめ、多くの「個性的な周囲の人々」とのつながりが深くなっていく。
小学生時代から中学卒業までずっと貧乳で、うずとりきのじぃじの見立てでは「育つ見込みのないタイプ」らしい。
中学に進学後「愛・むちきん部」に所属することになり、本来チキンな生徒のための部だった部活内容に「むちきん係」の活動内容を組み込み、部を仕切っていくことになる。
ダイモンジャークリムゾン
ダイモンジャー影のメンバー。略して「ダイクリ」。
偶然ダストシュートに入り込んだことでダイモンジャーに加入することに。
愛・むちきん部
正式名称は「アイムチキン部」で、気の弱いチキンな生徒が集まって助け合ったり、慰め合ったりして社会とどううまく向き合っていくか模索する部だった。
その活動内容をカモフラージュするために「愛・むちきん部」としている。
部員は部長を含めほとんどが幽霊部員。
部は学校創立以来52年の歴史を誇る伝統ある部らしい。
ちろちゃんの加入により、まとちゃんの虫を取り締まる「むちきん係」の活動を組み込まれる。
高原馬頭子（たかはら　まとこ）
通称「まとちゃん」。
前作の主人公で本作でも虫絡みのネタの中心となっている。むちきん係が出来たことで一応自分に歯止めがかかって入るらしい。中学時代に愛・むちきん部の面々と行動を共にすることが多くなったが、正式な部員ではない。
通学中の道すがら見つけた虫をまんべんなく持ってきては「虫回収BOX」に入れている。
前作で春休み中に大きく成長したが、本作でも6年生の夏休みで大きく身長が伸びた。中学時代に入ると胸も大きく成長した。
美月寿 (みづき　ひさ)
ごく普通の女の子で、作中でも第三者の視点から周囲の変わった友人達を見る立ち位置が多いが、登場回数自体は大きく減っている。
そのためなのか、「驚き役」「空気読み係」などの新しい役割を与えられたこともあった。
本作では多少腐の傾向が見られるようになった。
高校生の兄「摩芝」がいる。
木乃綿うずめ（このわた - ）
元気で本能のままに生きるプリンが好きな女の子。
相変わらずりきいじりが趣味。
ダイモンジャーオレンジ
新番組の季節に現れるという変身ヒーロー。大文字西小学校の七不思議のひとつ。
使われていないダストシュートに入ると、変身して掃除用具入れから出てくる。
スーツは完全防水・防寒防熱。
自称「木乃綿ではない！」らしい。
やはり、学校を守るわけではない。
岩戸りき (いわと - )
うずちゃんの従弟で気が弱い男の子。しかしうずちゃんに髪を剃られた時のみ本気で激高した。
ちろちゃんに強引に引き込まれる形で「むちきん係」に入らされたことで、飛躍的に登場回数が増えた。
気が弱いが一生懸命な性格で、いじられ役ながらも周囲の評判はいい。
本人の意図しない形でのラッキースケベに遭遇することも多く、スカートを穿くだけで女子に見える、友人の太戸との関係性など、何かと個性が強化されている。
プラモを作るのが好き。
中学1年生当時は、背が伸びるとの期待を込め、極端にサイズの大きい学生服を着ていたが、2年生になると急激に背丈が伸び、学生服のサイズも合うようになる。
ダイモンジャーオプション
ダイモンジャーオレンジによって新メンバーに入れられたりきのもう一つの姿。略して「ダイション」。
色はグレーでスーツは半ソデ半ズボン。
尿引力の変わらないただ一つの付属機。
奈良やちほ
ちろちゃん達のクラスの担任。
ちろちゃん達が中学に進学する際には、一緒に中学校へ転任させられた。
本作でも虫が苦手であり、被害者での立ち回りが多いが、登場回数自体が大きく減っている。
「寂しい独身女性」としての立ち位置も増えてくるなど、少ない登場シーンも大半が残念な内容であることが多い。
「愛・むちきん部」の前任の顧問であった長啼鳥先生が不登校の後に退職し、なし崩し的に顧問を押しつけられる。また、引き続きちろちゃん達の担任でもある。
中学生時代、重度の中二病であり、それがいまだにトラウマになっている。
媛田くしな
ちろちゃん達の4つ下の後輩。
とろんとした目で、あまり表情は変わらず、「あたまの中の人」と会話をしては一人で笑い、笑いだすと止まらない不思議な女の子。
謎の人脈を持っており、ちろちゃん達が卒業した後の小学校の全権を掌握している。
太戸
りきの友人で肉屋の息子。下の名前は不明。
髪型や体形など、見た目が頻繁に変わるキャラクター。
プラモを作るのが好き。
筋肉の上に脂肪の鎧をまとったボディーを誇り、上級生にも負けない。
りきのことを「りっきー」と呼び、女子よりも彼と仲良くなることしか興味が無い。そのため女子からはりきとのBL設定を噂されている。
戸城八重子
非常にチキンな性格で、「愛・むちきん部」の先輩。通称「やえひぃ先パイ」。
実質的に部をちろちゃんに乗っ取られてはいるが、それに対しても何も言えない。
考えすぎる性格に加え、チキンなため、ちろちゃんから「この人は今までどうやって生きてきたんだろう」と疑問に思われるほど。
ただし、コスプレをするとはじけちゃう性格。巨乳。
ダイモンジャーチキン
ダイモンジャーオレンジによって強引にスーツを装着させられたことにより誕生した。
好きな食べ物はチキンライス。好きなレースはチキンレース。
普段閉じている目も開き、性格も大きく変わる。
雲村天乃
ちろちゃん達の1年後輩。通称「むらあの」。
空気の読めない発言を繰り返してはちろちゃんをイラつかせるが、本人は無自覚。
アブに襲われていたところをまとちゃんに助けられ、まとちゃんより強いという「愛・むちきん部」とちろちゃんに興味を持ってちろちゃんに接触してきた。
結果として、「愛・むちきん部」に入部することになる。

## 単行本
一迅社より「4コマKINGSぱれっとコミックス」として刊行。
1. 2008年1月15日発行 ISBN 978-4-7580-8004-0
2. 2009年10月5日発行 ISBN 978-4-7580-8060-6
3. 2010年7月5日発行 ISBN 978-4-7580-8086-6
4. 2011年7月5日発行 ISBN 978-4-7580-8117-7
5. ISBN 978-4-7580-8162-7